# Bus Simulator
Bus Simulator é uma série de videogames de simulação de veículos desenvolvida pela Icebytes, Contendo Media, TML Studios e Stillalive Studios e publicada pela Astragon Entertainment. A franquia foi introduzida em 2007 pela Astragon Entertainment. O último jogo da série, intitulada Bus Simulator 21, foi anunciada e lançada em 7 de setembro de 2021.

## Jogos
| 2007 | Bus Simulator 2008 |
| 2008 |                    |
| 2009 | Bus Simulator 2009 |
| 2010 |                    |
| 2011 |                    |
| 2012 | Bus Simulator 2012 |
| 2013 |                    |
| 2014 |                    |
| 2015 |                    |
| 2016 | Bus Simulator 16   |
| 2017 |                    |
| 2018 | Bus Simulator 18   |
| 2019 |                    |
| 2020 |                    |
| 2021 | Bus Simulator 21   |

| Jogo             | Ano        | Metacritic                          |
| ---------------- | ---------- | ----------------------------------- |
| Bus Simulator 16 | 2016       | PC: 46/100                          |
| Bus Simulator 18 | 2018, 2019 | PC: 67/100 PS4: 61/100 XONE: 60/100 |

### Bus Simulator 16(2016)
O quarto videogame da série foi anunciado em julho de 2015. O jogo estava programado para ser lançado em 20 de janeiro de 2016 para Microsoft Windows e macOS, mas foi adiado para 3 de março de 2016 devido a problemas técnicos.

### Bus Simulator 18(2018)
O quinto jogo da série foi revelada em maio de 2018. Ele estava disponível para o Microsoft Windows em 13 de junho de 2018 em todo o mundo. O lançamento das versões PlayStation 4 e Xbox One ocorreu em agosto de 2019 sob o título Bus Simulator.

### Bus Simulator 21(2021)
O sexto jogo da série foi revelada em 11 de agosto de 2020. Foi lançado para Microsoft Windows, PlayStation 4 e Xbox One em 7 de setembro de 2021.